# Pauesia sachalinensis
Pauesia sachalinensis är en stekelart som beskrevs av Hagop Haroutune Davidian 2007. Pauesia sachalinensis ingår i släktet Pauesia och familjen bracksteklar. Inga underarter finns listade i Catalogue of Life.